# Тимофєєв Ігор Борисович
Ігор Борисович Тимофєєв (8 квітня 1975, Ленінград) — російський саксофоніст, флейтист і гітарист. Засновник груп: «Bright», «Welcome to the club», «Perfect Karma». Співпрацює з багатьма джазовими виконавцями. Колишній учасник групи «Акваріум» (2003—2013, з перервами, флейти, саксофон, електрогітара, мандоліна).

## Життєпис
У 1995 закінчив естрадно-джазове відділення Музичного училища ім. М. П. Мусоргського, навчався в класі легендарного петербурзького педагога Геннадія Гольштейна.
Дебютував в Новокузнецьку на фестивалі «Джаз у старій фортеці» (1992) у складі петербурзького диксиленду Олега Саморукова. Навчався в музичній школі по класу саксофона і в Музичному училищі. Паралельно освоював гітару, натхнений найкращими гітаристами: Джиммі Пейдж, Ерік Клептон, Марк Нофлер. У 1994 стає переможцем конкурсу молодих музикантів «Осінній марафон» як кращий саксофоніст, як автор кращої композиції («Mr. D.G.», посвята Декстеру Гордону) і як лідер кращого колективу (група Bright). Відразу ж після конкурсу Ігоря Тимофєєва запросив в свій ансамбль Давид Голощокін.
У 2000 році Ігор увійшов до квартету Андрія Кондакова.
У 2003 році стає учасником групи «Акваріум» як саксофоніст. Несподівано отримує пропозицію Бориса Гребенщикова зіграти кілька партій на електрогітарі. Так в 2006 році Ігор стає штатним гітаристом групи, по стилістиці гри ідеально вписуючись в її саунд, граючи на електрогітарі, саксофоні, кларнеті, флейті і мандоліні.
У 2009 році разом з Олегом Шавкуновим створив групу «Welcome to the Club». Стиль групи важко піддається опису, його можна визначити, як суміш етнічних мотивів, шаманства і психоделії. Дебютні концерти групи пройшли в Ризі і були прийняті на «ура». До теперішнього часу у групи вийшло 2 альбоми, але у 2016 році він повернувся до Акваріума  і грав там цілий рік.